# 神戸有馬電気鉄道デ1形電車
神戸有馬電気鉄道デ1形電車（こうべありまでんきてつどうデ1がたでんしゃ）は、神戸電鉄の前身である神戸有馬電気鉄道が1928年から1929年にかけて製造した電車である。
本項目では手荷物室付合造車のデニ11形、および同系の電動貨車であるデト1001形についても併せて記述する。増備形式のデ101形については別項を参照のこと。

## 概要
1928年11月28日の有馬線湊川 - 有馬温泉間開業に際し、以下の各車を名古屋の日本車輌製造本店で新造した。
- デ1形 並等旅客電動客車
  - デ1 - 6（1928年11月5日竣工）
- デニ11形 並等旅客手荷物合造電動客車
  - デニ11 - 14（1928年11月5日竣工）

翌1929年1月には順調な乗客の増加を受けて、デ1形の増備車として以下の車両が製造された。
- デ1形 並等旅客電動客車
  - デ7 - 10（1929年1月25日竣工）

更に、これらの設計を基本とする電動貨車が設計され、1両が製造された。
- デト1001形 電動貨車
  - デト1001（1929年9月5日竣工）

## 車体

### デ1形・デニ11形
デ1形およびデニ11形は設計当時の日本車輌製造の標準設計に従う、妻面が非貫通3枚窓構成で、窓配置d3D(1)5(1)D3d（デ1形）、あるいはd1D'(1)D(1)4(1)D3d（デニ11形）の15 m級半鋼製リベット組み立て構造車体を備え、座席はロングシート、運転室は車掌台側も含めて密閉式とした全室式とし、デニ1形の有馬温泉寄りは積載荷重2t手荷物室が設置され、車内に仕切りを設けて客室と区分してある。
定員はデ1形が100人（座席44人）、デニ11形が70人（座席30人）である。
通風器はガーランド式で、妻面の連結器直上部には幅の広いアンチクライマーが装備されており、重厚な印象の外観となっている。

### デト1001形
デト1001形は両端に乗務員扉を設けた運転室を置き、その間を背の低いあおり戸を備えた無蓋の貨物室とした、同じく15 m級の木造車体を備える。なお、床下にはトラス棒を設置している。積載容積は約54 m3、積載量は12 tである。有馬温泉寄りの運転台後部には有蓋の貨物室が設けられ、その屋根上にパンタグラフを搭載した。

## 主要機器

### 主電動機
連続急勾配を考慮し、15 m級の小型車ながら、120馬力級の三菱電機MB-146-Aを各台車に2基ずつ吊り掛け式で装架する。歯数比は66:17である。

### 制御器
単位スイッチ式手動加速制御器である三菱電機HLを搭載する。なお、この制御器には抑速ブレーキ段が設けられており、特に下り勾配ではこれを常用することが前提となっている。

### 台車
日本車輌製造B-16を装着する。これは日本車輌製造が1927年に製造した箱根登山鉄道チキ2形に装着されたシュリーレン社製台車を模倣したと見られる、板台枠リベット組立構造のウィングばね式台車である。
山岳線での使用を考慮し、空転時の撒砂に用いるための砂箱が各軸箱脇に取り付けられている。

### ブレーキ
製造当時の郊外電車では一般的であった、非常弁付き直通ブレーキ(SME)と手ブレーキを搭載する。
もっとも、有馬線は50 ‰の連続急勾配区間を擁し、ブレーキシューによる空気制動を連続使用した場合、一体圧延構造の車輪ではなく、焼き嵌めのタイヤを用いていた当時の車輪では、摩擦熱でタイヤが膨張・弛緩することで脱線に至る恐れがあった。このため本形式では前述したように主電動機を発電機として用いる抑速発電ブレーキ回路が主制御器に組み込まれており、これを常用することでタイヤ弛緩の問題を回避している。

## 運用
新造以来、神戸有馬電気鉄道→神戸電気鉄道の主力車として長く重用された。その間、1933年にはほとんど使用されなかった台車の砂箱が撤去されている。手荷物は自社線内にとどまらず、連絡運輸を行う他社線を介した輸送も盛んに行われており、デニ11形の手荷物室も幅広く活用された。第二次世界大戦後の混乱期には手荷物室と客室の間の仕切りを撤去し、手荷物扉を閉め切った上で立席の客室として使用された。
デト1001形は沿線の貨物輸送を中心に、国鉄からの連絡貨物の輸送にも用いられた。木造車体のため老朽化が早く、戦後の1947年には大修理が実施された。貨車の牽引に対応するため、1952年にはブレーキ装置をSME-DM式空気ブレーキとする改造がなされている。

## 車体更新
1960年代以降、車体の老朽化の進行により800系への更新が開始され、以下の通り更新工事が川崎車輌で実施された。
- デ1形
  - デ1→デ803 1963年9月18日
  - デ2→デ861 1966年1月5日
  - デ3→デ801 1962年5月31日
  - デ4→デ863 1967年4月12日
  - デ5→デ862 1966年1月5日
  - デ6→デ811 1965年11月26日
  - デ7→デ805 1963年12月11日
  - デ8→デ812 1965年11月26日
  - デ9→デ864 1967年4月12日
  - デ10→デ851 1964年12月1日
- デニ11形
  - デニ11→デ808 1964年9月22日
  - デニ12→デ806 1963年12月11日
  - デニ13→デ852 1964年12月1日
  - デニ14→デ804 1963年9月18日
- デト1001形
  - デト1001→デ802 1962年5月31日

※日付は竣工日
これにより全車が更新され、形式消滅となった。このため保存車は存在しない。